# 瀬川昌也
瀬川 昌也（せがわ まさや、1936年（昭和11年）6月4日 - 2014年（平成26年）12月14日）は、日本の医学者、小児科医、医学博士、専門は小児神経学。1972年に報告した「著明な日内変動を呈する遺伝性ジストニア（Hereditary progressive dystonia with marked diurnal fluctuation=HPD）」「dopa responsive dystonia 5 =DRD5」には、瀬川病（Segawa Disease）の名前がつけられている。瀬川小児神経学クリニック（現・瀬川記念小児神経学クリニック）院長、獨協医科大学特任教授、日本小児神経学会理事、日本睡眠科学研究所顧問、などを務めた。

## 略歴
- 1936年（昭和11年） - 医学者 瀬川功の子として東京に生まれる
- 1962年（昭和37年） - 東京大学医学部医学科卒業
- 1970年（昭和45年）3月25日 - 同大学院博士課程修了 医学博士号（東京大学）授与
- 1973年（昭和48年） - 瀬川小児科病院を、瀬川小児神経学クリニックと改称し院長に就任
- 1982年ごろから、「少量L-ドパ療法」を提唱。これは、自閉症スペクトラムなどの発達障障害児における前頭葉症状や、チック等の運動症状が、ドパミン神経活性低下に伴う発達性ドパミン受容体過感受性に起因し、少量L-ドパ療法がドパミン神経を抑制することなく過感受性を改善させる、としたもの[4]。
- 1996年（平成8年）7月 - 獨協医科大学特任教授 就任
- 2005年（平成17年） - 1月5日と2月3日に、NHKのテレビ番組『クローズアップ現代』にゲスト出演し、子どもの夜更しについて注意を促した。
- 2014年（平成26年）3月1日 - 少量L-ドパ療法研究会主催の第1回「乳幼児のアミン系神経を考える研究会」（国立成育医療研究センター）で基調講演を行う[5] 。

同年12月14日 - 午後6時15分、悪性リンパ腫のため、東京都文京区の病院で死去。78歳没。
東京大学、岩手医科大学、東邦大学、順天堂大学の講師を務めた。

## 著作物
- 1999年（平成11年） - 『幼児の眠りの調整』
- 2001年（平成13年） - 『ヒトの脳の発達とアミン系神経系』（『ベビーサイエンス』2001.vol.1に収録）

### 共著
- 2007年（平成19年） - 『「早起き」は生きる力!?脳がよろこぶ!元気になる!』 晶文社 ISBN 978-4-7949-6695-7

### 博士論文
- 1970年（昭和45年）3月25日 - 『先天型筋ジストロフィー症(顔面筋罹患、中枢神経障害を伴う関節拘縮型先天型筋ジストロフィー症)の研究』 東京大学 甲第2148号

## 家族親族
- 曾祖父：瀬川昌耆 - 医学博士、瀬川小児科病院初代院長
- 曾祖父：古市公威 - 男爵・工学博士
- 祖父：瀬川昌世 - 医学博士、瀬川小児科病院2代院長
- 伯祖母：瀬川順子 - 小池正晁（男爵・医学博士）妻
- 父：瀬川功 - 瀬川小児科病院3代院長
- 義父：江戸英雄 - 三井不動産会長
- 妻：江戸（瀬川）純子 - ヴィオラ奏者、英雄 二女
- 弟：瀬川昌威 - （株）美味と健康 顧問
- 弟：瀬川昌輝 - （株）昌平不動産総合研究所 社長
- 長男：瀬川昌巳 - 小児科医師
- 長女：瀬川祥子 - ヴァイオリニスト

## 参考資料
- 『人事興信録』 2005年 興信データ